# Grant Balfour
Grant Robert Balfour, avstralski bejzbolist, * 30. december 1977, Sydney, Avstralija.
Balfour je ameriški poklicni metalec in trenutno prosti igralec. Trenutno je njegov karierni izkupiček izločitev z udarci največji med avstralskimi metalci v Glavni bejzbolski ligi.

## Zgodnje življenje
Svoja šolska leta je preživel pri ustanovi Kings Langley Public School, nato pa je v mestu Kellyville, New South Wales obiskoval srednjo šolo William Clarke College.

## Poklicna kariera

### Minnesota Twins
Z ekipo iz Minnesote je v MLB prvič nastopil leta 2001, pri njej pa je ostal vse do leta 2004. 

### Cincinnati Reds
Po tem, ko je leto 2005 zaradi poškodbe izpustil, je sezono 2006 preživel kot član ekipe iz Cincinnatija.

### Milwaukee Brewers
Po troletni odsotnosti se je v MLB Balfour v dresu ekipe iz Milwaukeeja vrnil 18. julija 2007, v 8. menjavi izenačene tekme z ekipo Arizona Diamondbacks. Prvega odbijalca, s katerim se je soočil, je z udarci izločil, nato pa je z dvema izločitvama potreboval le še eno za zaključitev menjave. Nato je z metom zadel odbijalca in dovolil še prosti prehod. Naslednji odbijalec je bil Mark Reynolds, ki je nato odbil domači tek in ekipo iz Arizone popeljal v vodstvo z izidom 5:2. Balfour je tekmo zaključil, a jo je njegova ekipa izgubila. 

### Tampa Bay Rays
Čez devet dni je bil Balfour nato pogojno odpuščen, še istega dne pa nato udeležen v menjavi, v kateri je prišel v Tampa Bay, v Cincinnati pa se je v zameno odpravil Seth McClung. Sezono je Balfour končal kot član razbremenilskega kadra ekipa in po njej sklenil enoletno pogodbo.
V spomladansko uigravanje leta 2008 je Balfour vstopil z majhno verjetnostjo, da se uvrsti na seznam 25-ih mož ekipe. Navkljub dobrim predstavam na uigravanju je bil tik pred začetkom sezone ponovno pogojno odpuščen. Po tem, ko ga nihče ni terjal, je 3. aprila 2008 sprejel ponudbo ekipe iz Tampe, da ga pošlje v nižje podružnice ekipe, natančneje na stopnjo Triple-A v Durham. 
29. maja 2008 je bil ponovno vpoklican v MLB in čez dva dni ubranil tekmo proti ekipi Chicago White Sox za končno zmago ekipe iz Tampe z 2:0. V seriji, v kateri je ekipa iz Tampe doma pometla z ekipo Chicago Cubs, je Balfour zabeležil dve zmagi: prvo 16. junija po 1,1 brezhibne menjave za končni izid 3:2 in nato dva dni kasneje, ko je v 1,2 menjave dovolil 1 tek in zbral 3 izločitve z udarci za končni izid 8:3. 
V letu 2008 je Balfour dovoljeval 1,54 teka, zbral 6 zmag in 2 poraza, v 5 priložnostih ubranil 4 tekme in v 58,1 menjave z udarci izločil 82 odbijalcev. 
Leta 2009 se je odločil, da bo izpustil Svetovno bejzbolsko klasiko, saj ga je klub prosil, da naj, dokler ima z njim še veljavno pogodbo, ne igra z avstralsko reprezentanco. Z ekipo je imel manj uspešno sezono, ki je s 84-imi zmagami končala 19 tekem za vodilno ekipo New York Yankees. Kljub precej večjem številu menjav in nastopov je Balfour končal s petimi zmagami, štirimi porazi, štirimi ubranjenimi tekmami in 69 izločitvami z udarci (13 manj kot prejšnje leto). Dovoljeval je 4,81 teka. 
Decembra 2009 je z ekipo iz Tampe sklenil enoletno pogodbo, ki mu je prinesla 2,05 milijona ameriških dolarjev.

### Oakland Athletics
18. januarja 2012 je Balfour sklenil dvoletno pogodbo z ekipo Oakland Athletics. 20. marca 2012 je bil imenovan za zaključevalca ekipe. Za vlogo se je sicer potegoval tudi Brian Fuentes.

## Osebnost
Balfour je dobro znan po tem, da med igro kriči nase in da z namenom, da bi se spodbudil, uporablja kletvice. 2. oktobra 2008 je bil med 1. tekmo Okrožne serije Ameriške lige proti ekipi Chicago White Sox bil vpleten v izmenjavi besed z bližnjim zaustavljalcem nasprotnika, Orlandom Cabrero. Z dvema izločitvama v menjavi in polnimi bazami je s prvim metom Balfour zgrešil odbijalski krožnik. Cabrera je nato nekoliko pobrcal zemljo pred odbijalčevim prostorom v približni smeri metalčevega grička in naj bi nato, tako Balfour, dejal, da "naj žogo vrže v odbijalski krožnik". Ne seznanjen z Balfourjevim obnašanjem med igro, je Cabrera menil, da je bil on tisti, ki je bil na nasprotni strani neprimernih vzklikov. Odbijalski nastop se je končal tako, da je bil Cabrera izločen z udarci, po njem pa se je Balfour med hojo nazaj na igralsko klop precej drl na Cabrero. Kasneje je dejal, da mu je rekel, da "naj se usede", in da je mogoče "dodal še kakšno besedo ali dve". Zadeva se je zaključila tako, da sta se igralca pogovorila in prišla do zaključka, da je prišlo do nesporazuma. Po dogodku tovrstnih afer več ni bilo, Balfour pa je izvlekel zadnjo izločitev serije.